# إلمر مايرز
إلمر مايرز (بالإنجليزية: Elmer Myers) هو لاعب كرة قاعدة أمريكي، ولد في 2 مارس 1894 في يورك سبرينغز في الولايات المتحدة، وتوفي في 29 يوليو 1976 في كولينجزوود في الولايات المتحدة.

## وصلات خارجية
- إلمر مايرز على موقعبيزبول رفرنس.كوم (الدوري الرئيسي) (الإنجليزية)
- إلمر مايرز على موقعبيزبول رفرنس.كوم (الدوري الثانوي) (الإنجليزية)